# Would You...?
Would You...? – singel brytyjskiej grupy jazz-popowej Touch and Go, wydany pod koniec listopada 1998.
Piosenka stała się wielkim hitem głównie w Europie wschodniej, gdzie zespół często koncertował. Znalazł się m.in. w soundtracku do serii dokumentalnej HBO „G String Divas”. Sample z tego utworu znalazły się również w reklamach piwa Carlsberg, wody mineralnej „S.Pellegrino” oraz w reklamach telefonów komórkowych Nokia. Tekst piosenki stanowią samplowane słowa kobiety (Vanessa Lancaster) ograniczające się do zdań: „I’ve noticed you around / I find you very attractive / Would you go to bed with me?”. Do utworu powstał również teledysk. Singel ten oprócz utworów Tango in Harlem oraz Straight... to Number One jest najbardziej rozpoznawalną piosenką zespołu Touch and Go.

## Lista utworów[3]
singel 12″ (Wlk. Brytania)
A1 „Would You...?” (Trailermen Go To Rio Mix) (6:59)
B1 „Would You...?” (Radio edit) (3:12)
B2 „Would You...?” (Homewreckers Mix) (3:54)
singel CD (Wlk. Brytania)
1. „Would You...?” (Radio edit) (3:12)
Radio edit: Tim Gordine
2. „Would You...?” (Trailermen Go To Rio Mix) (6:59)
3. „Would You...?” (Homewreckers Mix) (3:54)

## Notowania
| Notowanie (1998)              | Miejsce |
| ----------------------------- | ------- |
| Australian ARIA Singles Chart | 27      |
| Ö3 Austria Top 40             | 27      |
| Ultratop 50 Flanders          | 11      |
| Media Control AG              | 21      |
| IRMA                          | 6       |
| FIMI                          | 2       |
| Dutch Top 40                  | 12      |
| Recorded Music NZ             | 4       |
| VG-Lista                      | 10      |
| PROMUSICAE                    | 6       |
| Sverigetopplistan             | 19      |
| Schweizer Hitparade           | 4       |
| The Official Charts Company   | 3       |